# Michel Zévaco
Michel Zévaco (1. února 1860, Ajaccio, Korsika – 8. srpna 1918, Eaubonne) byl francouzský spisovatel dobrodružných historických románů, novinář, nakladatel, filmový režisér, antiklerikalistický a anarchistický aktivista.

## Život
Zévaco se narodil v korsickém městě Ajaccio jako syn vojáka. Rodina opustila Korsiku v roce 1869 a usadila se v Deux-Sèvres. Až do roku 1878, kdy odmaturoval, žil v internátní škole. Poté pracoval od roku 1880 jako středoškolský učitel ve Vídni, ale brzy byl propuštěn pro milostný skandál. Vstoupil proto roku 1882 do armády a získal hodnost poručíka u dragounů. Armádu však roku 1886 opustil, především pro problémy s disciplínou, a odstěhoval se do Paříže. Zážitky z vojenského prostředí ale využil pro napsání své prvotiny, sbírky povídek 'Le Boute-Charge (1888). V Paříži začal psát pro anarchistický časopis L'Egalité (Rovnost), kde také roku 1889 publikoval na pokračování jako román-fejeton svůj první román Roublard et Cie. (Prohnanec a spol.).
V březnu roku 1892 založil anarchistický týdeník Gueux (Žebrák). O měsíc později, když odmítl zaplatit pokutu 2000 franků, byl odsouzen k šesti měsícům vězení za článek napadající ministra vnitra a obsahující nekritickou chválu anarchistického teroristy Ravachola. Po propuštění spolupracoval s anarchistickými časopisy Libertaire a La Renaissance a s týdeníkem Le Courrier français.
Roku 1898 redigoval pro francouzskou antiklerikální ligu (Ligue anticléricale) její časopis L'Anti-clérical a zapojil se také do podpory Alfreda Dreyfuse během Dreyfusovy aféry. Kolem roku 1900 zanechal novinařiny, přestěhoval se do Pierrefonds a zcela se věnoval psaní velmi úspěšných dobrodružných historických románů vycházejících na pokračování v denících Le Journal du Peuple, La Petite République Socialiste a především v Le Matin. V nich také vyšly první čtyři díly jeho slavného románového cyklu Les Pardaillan (Pardaillanové) a také neméně slavný (především díky filmovému zpracování) román Le Capitan (Kapitán). Jeho díla připomínají díky svým zápletkám plným zrad, spiknutí, intrik, soubojů a msty knihy Alexandra Dumase nebo Paula Févala a někdy se nazývají romány kápě a meče.
Roku 1917 se stal také filmovým režisérem, když podle vlastního scénáře natočil němý film Déchéance. Zemřel na rakovinu roku 1918 v Eaubonne (předměstí Paříže), kam se přestěhoval během první světové války.

## Výběrová bibliografie

### Pardaillanové
Les Pardaillan (Pardaillanové) je desetidílný románový cyklus, líčící osudy rytířů de Pardaillan (otce, syna a vnuka). Cyklus byl v knižním vydání rozdělen do pěti částí, přičemž každá z nich obsahuje dva romány.
- Par le fer et par l'amour (1902), román-fejeton, který vycházel na pokračování v La Petite République Socialiste. Jde o první část cyklu, odehrávající se v období hugenotských válek ve Francii a vrcholící Bartolomějskou nocí. Hlavními hrdiny jsou Jean de Pardaillan a jeho otec Honoré. V knižním vydání z roku 1907 byl román rozdělen do dvou dílů:
  - Les Pardaillan (česky jako Pardaillanové, otec a syn),
  - L’Épopée d’Amour (česky jako Zamilovaný Pardaillan).
- La Fausta (1903, Fausta), román-fejeton (v La Petite République Socialiste), druhá část cyklu, odehrávající se v letech 1588–1589 za vlády Jindřicha III a vrcholící jeho vraždou. V románu se objevuje postava Fausty, krásné a nebezpečné princezny z rodu Borgiů. V knižním vydání roku 1908 byl román rozdělen do dvou dílů:
  - La Fausta,
  - Fausta vaincue.
- Pardaillan et Fausta  (1912–1913, Pardaillan a Fausta), román-fejeton (v Le Matin), třetí část cyklu, odehrávající se roku 1590 za vlády Jindřicha IV. Zde se objevuje syn Pardaillana a Fausty Jehan. V knižním vydání roku 1913 byl román rozdělen do dvou dílů:
  - Pardaillan et Fausta
  - Les Amours du Chico.
- Le Fils de Pardaillan (1913–1914, Pardaillanův syn), román-fejeton (v Le Matin), čtvrtá část cyklu, odehrávající se roku 1610, ve kterém by zavražděn Jindřich IV. V knižním vydání z roku 1916 byl román rozdělen do dvou dílů:
  -  Le Fils de Pardaillan, později také jako Jehan-le-Brave,
  - Le trésor de Fausta.
- La fin de Pardaillan (1926, Pardaillanův konec), pátá závěrečná část cyklu, vydaná posmrtně a odehrávající se roku 1614 za vlády regentky Ludvíka XIII. Marie Medicejské. Román vyšel ve dvou dílech:
  - La fin de Pardaillan,
  - La fin de Fausta.

### Další díla
- Le Boute-Charge (1888), sbírka povídek z vojenského života.
- Roublard et Cie., les tripoteurs du socialisme (1899, Prohnanec a spol.), román-fejeton s politickým podtextem, který vycházel na pokračování v časopise L'Egalité.
- La Retraite de l'Adjudant Féraut (1899), román-fejeton z vojenského prostředí (v L'Egalité).
- La Dernière Grisette (1890, Poslední grisetta), román-fejeton s konvenčním milostným příběhem o oběti společenských předsudků (v L'Egalité).
- Le Royaume de Minuit, třídílný románový cyklus o tajemné organizaci:
  - Le Train rouge (1890, Červený vlak), román-fejeton (v L'Egalité),
  - L'Ombre fatale (1890, Osudný stín), román-fejeton (v L'Egalité),
  - Le Roi de minuit (1891, Král půlnoci), román-fejeton (v La Petite République Socialiste).
- Xerxes vainqueur (1894), povídka, časopisecky v Le Courrier Français.
- Bohémiens autour d’un chevalBohémiens autour d’un cheval (1895), povídka, časopisecky v Le Courrier Français.
- Le Chevalier de la Barre (1899, Rytíř de la Barre), román-fejeton (v Le Journal du Peuple) odehrávající se za vlády Ludvíka XV.
- Marie-Rose (1899–1900), román-fejeton (v Le Journal de Lille)), příběh lásky a vášně.
- Les Ragastens, třídílný románový cyklus o osudech rytířů de Ragastens (otce, syna a vnuka)
  - Borgia (1900), román-fejeton (v La Petite République Socialiste) odehrávající se na počátku 16. století,
  - Triboulet (1900–1901) román-fejeton (v La Petite République Socialiste) odehrávající se koncem vlády Františka I., knižně roku 1910 ve dvou dílech jako Triboulet a La Cour des Miracles (Soud zázraků),
  - La Grande Aventure (1922), vydáno posmrtně, román odehrávající se roku 1577 za vlády Jindřicha III.
- Le Pont des soupirs (1901, Most vzdechů), román-fejeton (v La Petite République Socialiste) připomínající svým dějem Dumasova Hraběte Monte Crista a odehrávající roku 1509 v Benátkách, knižně roku 1909 ve dvou dílech jako Le Pont des soupirs (Most vzdechů) a Les Amants de Venise (Benátští milenci).
- La Marquise de Pompadour (1902, Markýza de Pompadour),
- Fleurs de Paris (1904, Pařížské květy), román-fejeton (v La Petite République Socialiste).
- Les Mysteres de la Tour de Nesle (1905, Tajemství Nesleské věže), román-fejeton (v La Petite République Socialiste), odehrávající se na počátku 14. století a zpracovávající pověst, že královna Johana Burgundská měla milence, kteří byli vražděni a jejich těla shazována z Nesleské věže v pytlích do Seiny.
- Le Capitan (1906, Kapitán), román-fejeton (v Le Matin) odehrávající se roku 1616 za vlády regentky Ludvíka XIII. Marie Medicejské a vyprávějící příběh drobného šlechtice Francoise de Capestang, který je příkladně věrný králi.
- Les bâtards de Napoléon III. (1906, Levoboček Napoleona III.), román-fejeton (v Le Matin) vydaný anonymně.
- Le Royal de Beaurevers, dvoudílný román odehrávající se za vlády o životě slaného lékaře a věštce Nostradama a jeho potomků:
  -  Nostradamus (1907, román-fejeton (v Le Matin) odehrávající se v letech 1536–1559.
  - Le Pré-aux-Clercs (1919), posmrtně, román-fejeton (v Le Matin), odehrávající se roku 1560. V knižním vydání z roku 920 byl román rozdělen do dvou dílů: Le Pré aux Clercs a Fiorinda la Belle
- L'Héroïne (1908, Hrdinka), posmrtně, román-fejeton (v Le Matin) odehrávající se roku 1626.
- Hardy Passavant, dvoudílný román odehrávající se v letech 1397–1419 za vlády Karla VI.:
  - L'Hôtel Saint-Pol 1909), román-fejeton (v Le Matin), knižně 1911 ve dvou dílech jako L'Hôtel Saint-Pol a Jean Sans Peur.
  - La Reine Isabeau (1917–1918), román-fejeton (v Le Matin), knižně 1918 ve dvou dílech jako La Reine Isabeau a Le Pont de Montereau.
- Clother Ponthus, dvoudílný román odehrávající se v letech 1539–1544 za vlády Františka I.:
  - Don Juan (1916), román-fejeton (v Le Matin), knižně rovněž 1916 ve dvou dílech jako Don Juan a Le Roi amoureux.
  - La Reine d'Argot (922), posmrtně, ve dvou dílech jako La Reine d'Argot a Primerose.
- Déchéance (1935), posmrtně, podle Zévacova filmového scénáře napsal knihu jeho bratr Alexandre.[5]

## Adaptace

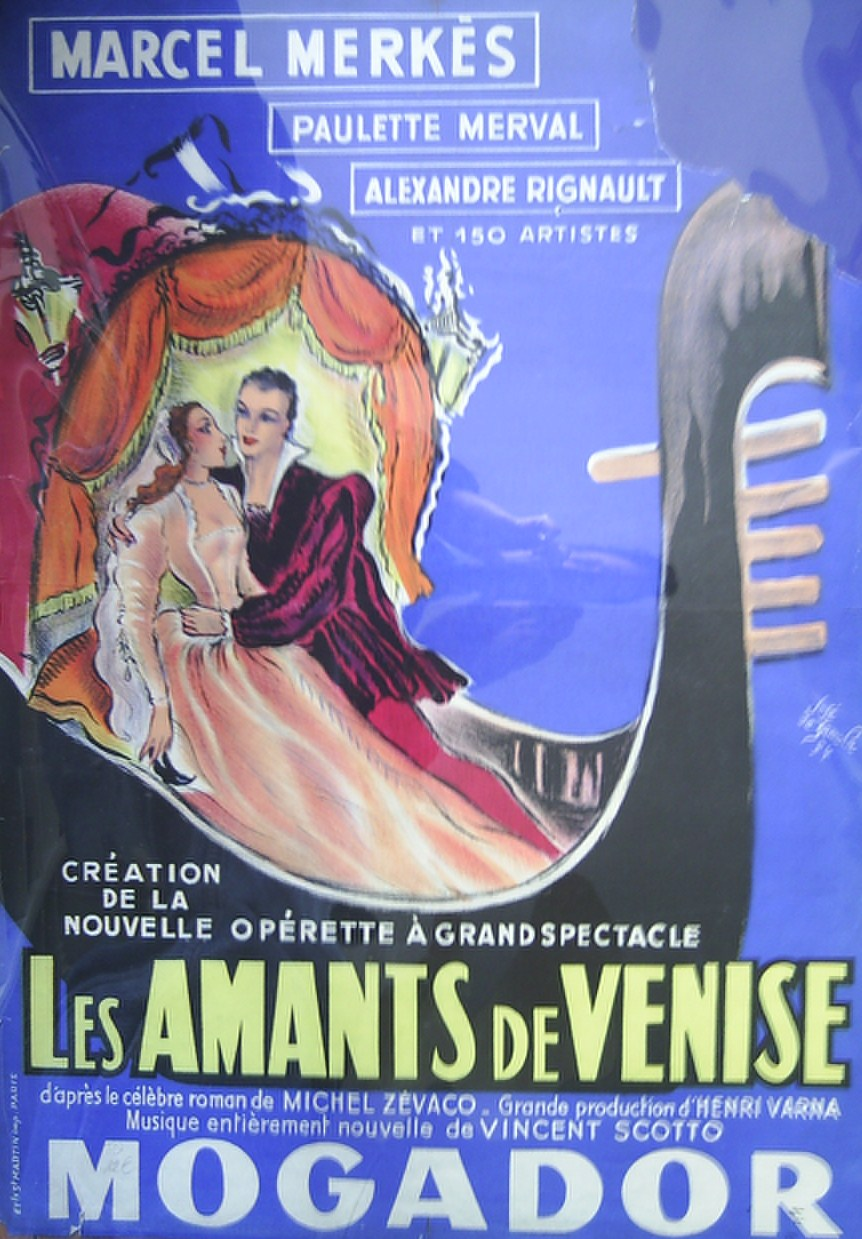
Plakát k premiéře operety Benátští milenci roku 1953.

### Hudba
- Les Amants de Venise (1953, Benátští milenci), opereta francouzského skladatele Vincenta Scotta.[5]

### Film
- Décheance (1918), francouzský němý film, scénář a režie Michel Zévaco.
- Il ponte dei sospiri (1921, Most vzdechů), italský němý film, režie Domenico Gaido.
- Buridan, le héros de la Tour de Nesle (1923), francouzský němý film podle románu Tajemství Nesleské věže, režie Pierre Marodon.
- Triboulet (1923), italský němý film, režie Febo Mari.
- Nostradamus (1937), mexický film, režie Juan Bustillo Oro a Antonio Helú.
- Il ponte dei sospiri (1940, Most vzdechů), italský film, režie Mario Bonnard.
- Le capitan (1946, Kapitán), francouzský film, režie Robert Vernay.
- Buridan, héros de la tour de Nesle (1952), francouzský film podle románu Tajemství Nesleské věže, režie Émile Couzinet.
- Sul ponte dei sospiri (1953, Na mostě vzdechů), italský film, režie Antonio Leonviola.
- O Cavaleiro de Pardaillan (1956, Rytíř Pardaillam), brazilský televizní seriál.
- Le capitan (1960, Kapitán), francouzský film, režie André Hunebelle, v hlavních rolích Jean Marais, Elsa Martinelli, Bourvil a Guy Delorme.
- Le chevalier de Pardaillan (1962, Rytíř Pardaillan), francouzský film na motivy románu Fausta, režie Bernard Borderie, v titulní roli Gérard Barray.
- Hardi Pardaillan! (1964, Odvážný Pardaillan), francouzský film, režie Bernard Borderie, v titulní roli Gérard Barray.
- Il ponte dei sospiri (1964, Most vzdechů), italský film, režie Carlo Campogalliani a Piero Pierotti.
- A Ponte dos Suspiros (969, Most vzdechů), brazilský televizní seriál.
- Los Pardaillan (1981, Pardaillanové), mexický televizní seriál.
- Le chevalier de Pardaillan (1988, Rytíř Pardaillan), francouzský televizní seriál.
- Pardaillan (1997), francouzský televizní film, režie Edouard Niermans.

## Česká vydání
- Pardaillanové, otec a syn, Akcent, Třebíč 2008, přeložil Jiří Kovařík.
- Zamilovaný Pardaillan, Akcent, Třebíč 2009, přeložil Jiří Kovařík.